# 1536 en musique classique
| \| • Retour à la chronologie générale de la musique classique • \| |
| Grèce • Rome • Haut Moyen Âge • VIIIe siècle • IXe siècle • Xe siècle • XIe siècle XIIe siècle • XIIIe siècle • XIVe siècle • XVe siècle • XVIe siècle • XVIIe siècle XVIIIe siècle • XIXe siècle • XXe siècle • XXIe siècle |
| • Retour à la chronologie générale de la musique classique • |

| Années en musique classique : 1533 - 1534 - 1535 - 1536 - 1537 - 1538 - 1539    |
| Décennies en musique classique : 1500 - 1510 - 1520 - 1530 - 1540 - 1550 - 1560 |

## Œuvres
- Ein Newgeordnet Künstlich Lautenbuch (Un livre artistique de luth revisé), de Hans Neusidler, publié par Petreius à Nuremberg.
- Libro de música de vihuela de mano intitulado El Maestro (Livre de musique pour vihuela, intitulé Le Maître), de Luys de Milán, publié à Valence.
- Intabolatura di liuto (Tablature de luth), de Francesco da Milano, publié par Francesco Marcolini à Venise.